# Amblyseius chiapensis
Amblyseius chiapensis är en spindeldjursart som beskrevs av De Leon 1961. Amblyseius chiapensis ingår i släktet Amblyseius och familjen Phytoseiidae. Inga underarter finns listade i Catalogue of Life.